# Rancho Alegre, Las Margaritas
Rancho Alegre är en ort i Mexiko.   Den ligger i kommunen Las Margaritas och delstaten Chiapas, i den sydöstra delen av landet, 900 km öster om huvudstaden Mexico City. Rancho Alegre ligger 382 meter över havet och antalet invånare är 114.
Terrängen runt Rancho Alegre är kuperad, och sluttar österut. Runt Rancho Alegre är det ganska glesbefolkat, med 30 invånare per kvadratkilometer. Närmaste större samhälle är Nuevo Santo Tomás, 2,1 km sydost om Rancho Alegre. I omgivningarna runt Rancho Alegre växer i huvudsak städsegrön lövskog.